# 今津車站 (兵庫縣)
今津站（日语：／ Imazu eki */?）是位於日本兵庫縣西宮市，屬於阪神電氣鐵道及阪急電鐵的鐵路車站。阪急的車站編號為HK-21，阪神則是HS 16。阪神本線和今津線（通稱今津南線）可在此換乘。本站為今津線的始發車站。

## 歷史
隨著今津線西宮北口站 - 今津站間延伸，作為阪神和阪急的轉乘車站。此外，在本站開業前，隔壁的久壽川站原稱作今津站。
開業以來原是地面車站，平成年間阪急及阪神的車站都高架化。
- 1926年（大正15年）
  - 12月18日 - 阪神急行電鐵（阪急電鐵）今津線的西宮北口站 - 今津站間延伸，阪急今津站開業[3]。但當初預定延伸至今津港，設置臨時車站於北側位置[1]。
  - 12月19日 - 作為與今津線轉乘的車站，阪神電氣鐵道本線的阪神今津站（第二代）開業。同時初代的今津站改稱為久壽川站[4]。
- 1949年（昭和24年）12月13日 - 發生阪急今津線暴走事故。今津線的電車突然暴衝，從本站侵入到阪神本線的上行路線。滑行約700公尺後撞上久壽川站的月台。
- 1995年（平成7年）
  - 1月17日 - 發生阪神大地震，阪神本線、阪急今津南線停止營運[3][4]。
  - 1月23日 - 阪急今津南線復駛，阪急今津站重新營業（同年2月5日今津線全線復駛[3]）。
  - 1月26日 - 甲子園站 - 青木站間復駛，阪神今津站重新營業（同年6月26日全線復駛[4]）。
  - 12月16日 - 阪急今津站高架化[5]。
- 1998年（平成10年）5月30日 - 阪神今津站下行路線高架化[6]。
- 2001年（平成13年）
  - 3月3日 - 阪神今津站完全高架化[7]。
- 2009年（平成21年）
  - 3月20日 - 阪神的時刻表改點。重新調整快速急行和急行停車時間帶，急行列車全列車皆停，快速急行則是例假日才停靠本站。
  - 3月23日 - 區間特急開始停靠本站。
- 2013年（平成25年）12月21日 - 阪急今津站導入車站編號[8][9]。
- 2014年（平成26年）4月1日 - 阪神今津站導入車站編號[10][11]。

## 車站構造

### 阪神電氣鐵道
側式月台2面2線的高架車站。驗票口及中央大廳位於2樓，月台則位於3樓。區間特急及急行列車皆停靠本站，快速急行則在例假日停靠本站。

#### 月台配置
| 月台 | 路線 | 方向 | 目的地                        |
| ---- | ---- | ---- | ----------------------------- |
| 1    | 本線 | 上行 | 往 尼崎・大阪梅田・難波・奈良 |
| 2    | 本線 | 下行 | 往 三宮・明石・姫路           |

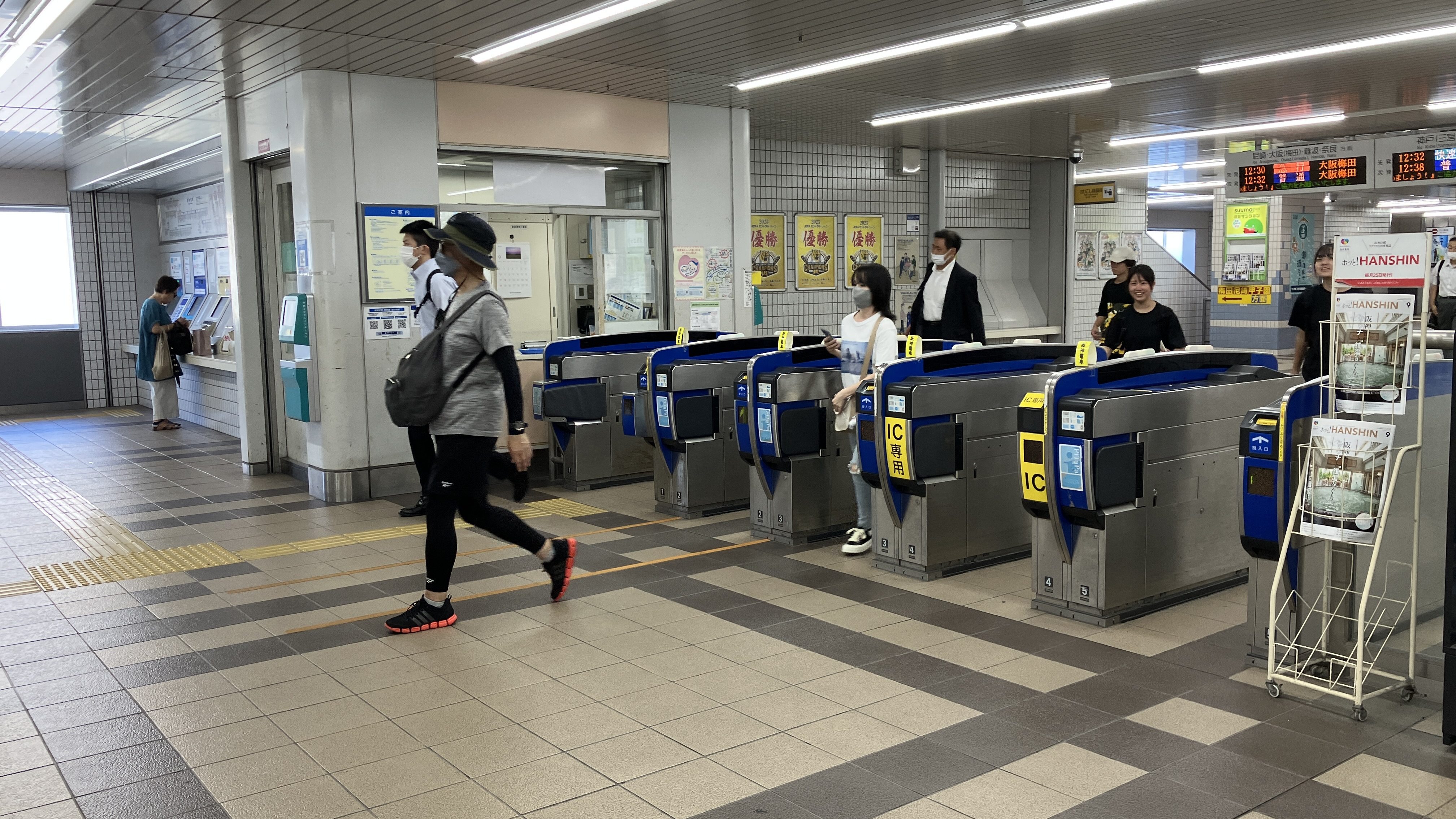
檢票口(2023年9月)
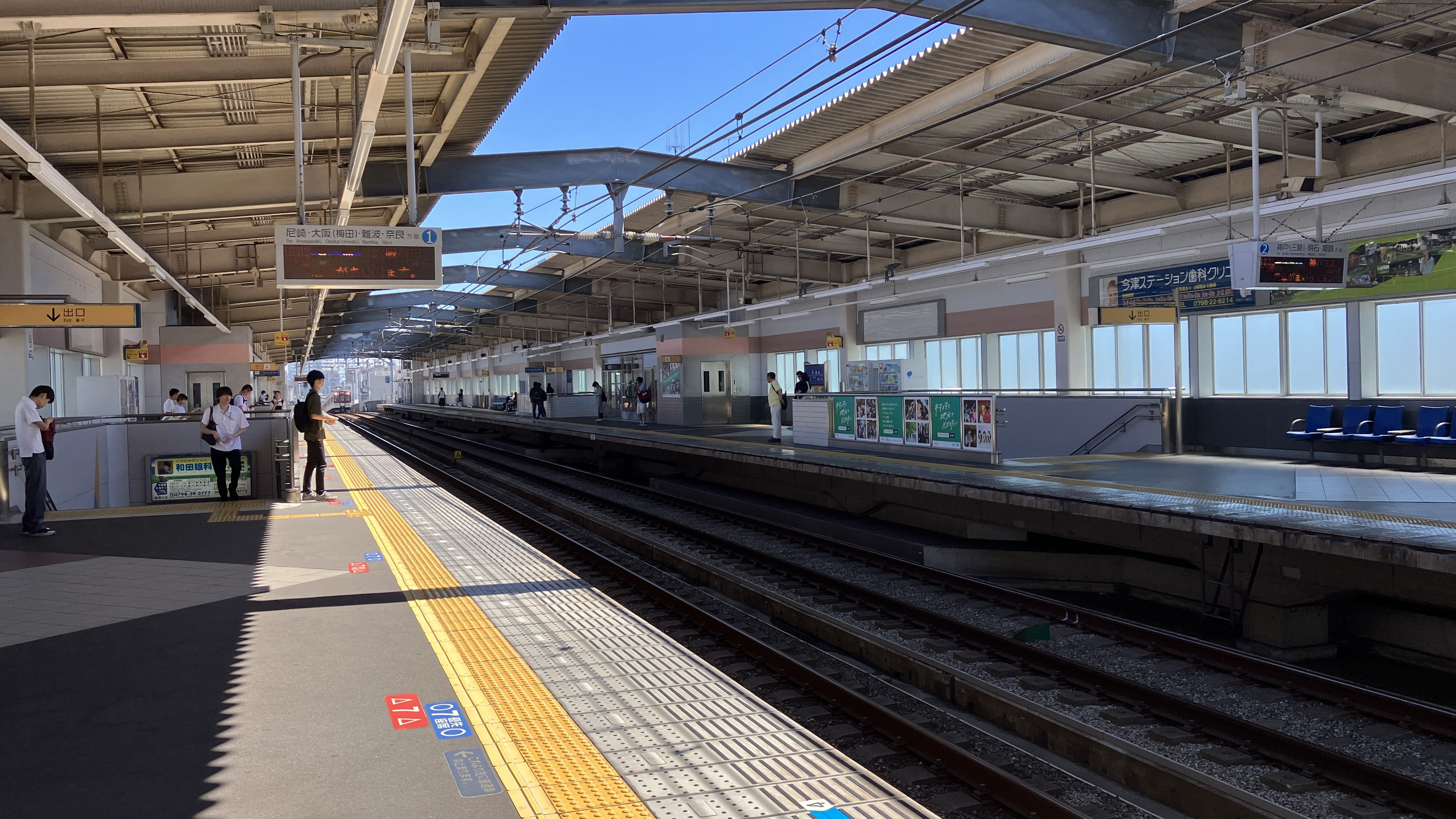
阪神本線月台(2023年9月)

| ← 梅田 方向     | 阪神今津站軌道配置略圖 | → 三宮・元町 方向 |
| 图例 参考文献： |                        |                   |

### 阪急電鐵
島式月台1面2線的高架站。驗票口位於2樓。月台位於3樓。
與阪神國道站之間的距離為700公尺。為阪急電鐵最短的站距。

#### 月台配置
| 月台 | 路線   | 目的地                                  | 備註              |
| ---- | ------ | --------------------------------------- | ----------------- |
| 1・2 | 今津線 | 往 西宮北口・大阪梅田・神戶・京都・寶塚 | 主要從2號月台發車 |

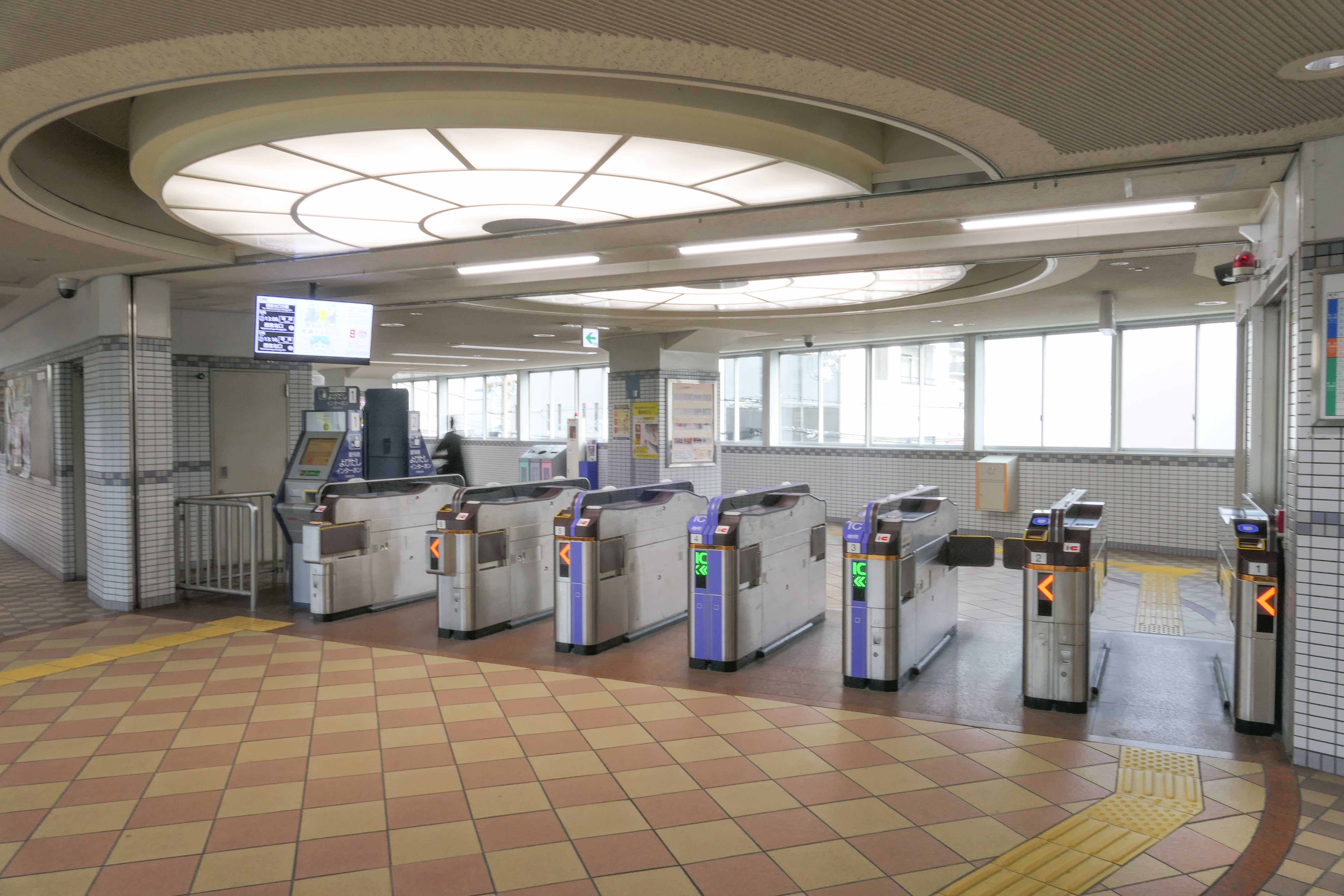
今津線檢票口(2023年12月)
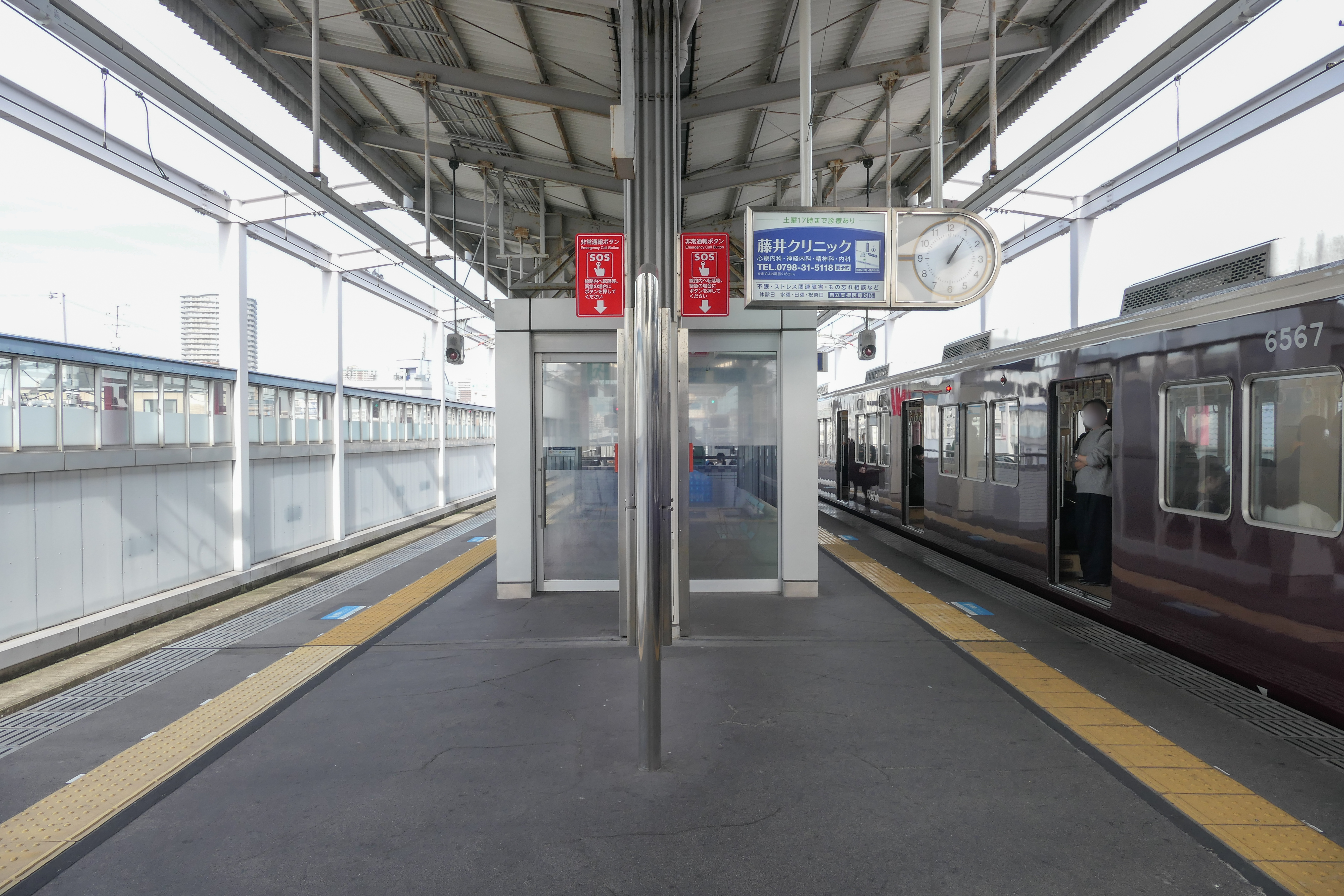
1號與2號月台(2023年12月)

## 使用狀況
- 阪急電鐵
  - 2019年全年平均上下車人次為24,632人[13]。
  - 2019年年間上車人次為5,387,000人，1日平均上車人次為14,759人。
- 阪神電氣鐵道
  - 2019年次1日平均上車人次為17,038人。

近年1日平均上下車、上車人次的統計如下表。
| 年次               | 阪急電鐵            | 阪急電鐵            | 阪急電鐵    | 阪急電鐵 | 阪急電鐵 | 阪神電鐵 |
| 年次               | 平日限定 上下車人次 | 全年平均 上下車人次 | 上車人次    | 上車人次 | 上車人次 | 上車人次 |
| 年次               | 平日限定 上下車人次 | 全年平均 上下車人次 | 平日+例假日 | 平日限定 | 全年平均 | 上車人次 |
| ------------------ | ------------------- | ------------------- | ----------- | -------- | -------- | -------- |
| 2005年（平成17年） |                     |                     | 9,865       |          |          | 10,879   |
| 2006年（平成18年） |                     |                     | 10,128      |          |          | 11,148   |
| 2007年（平成19年） | 20,354              |                     | 10,792      | 10,192   |          | 11,594   |
| 2008年（平成20年） | 21,387              |                     | 10,972      | 10,702   |          | 11,849   |
| 2009年（平成21年） | 22,303              |                     | 11,194      | 11,182   |          | 12,644   |
| 2010年（平成22年） | 23,213              |                     | 11,797      | 11,634   |          | 13,660   |
| 2011年（平成23年） | 24,067              |                     | 12,334      | 12,058   |          | 13,945   |
| 2012年（平成24年） | 24,736              |                     | 12,921      | 12,384   |          | 14,647   |
| 2013年（平成25年） | 25,008              |                     | 13,589      | 12,521   |          | 15,323   |
| 2014年（平成26年） | 25,385              |                     | 14,255      | 12,717   |          | 15,901   |
| 2015年（平成27年） | 25,598              |                     | 14,438      | 12,802   |          | 16,342   |
| 2016年（平成28年） |                     | 24,198              | 14,546      |          | 12,109   | 16,686   |
| 2017年（平成29年） |                     | 24,320              | 14,381      |          |          | 16,819   |
| 2018年（平成30年） |                     | 24,226              | 14,811      |          |          | 16,893   |
| 2019年（令和元年） |                     | 24,632              | 14,759      |          |          | 17,038   |

## 車站周邊
- 播州信用金庫今津分行
- 西宮津門郵局
- 淨願寺
- 津門中央公園
- 國道43號
- 山田電機Tech Land西宮甲子園店
- 愛電王西宮南店
- 關西超市濱松原店
- 山陽丸中西宮店
- 港南西宮今津店
- 上新電機西宮今津店
- 優衣庫西宮今津店

### 公車路線
阪急車站北側設有阪神今津站前的公車站牌，可乘坐阪神巴士。
- 西宮甲子園線　阪神西宮站  - 甲子園站
  - 通稱・濱甲子園線（臨港線）。只有平日白天運行（1日8來回），例假日停止營運。

## 相鄰車站
阪神電氣鐵道
 本線
■■直通特急、■特急、■快速急行（下記以外）
通過
■區間特急（只限往大阪梅田運行）
甲子園（HS 14） ← 今津（HS 16） ← 香櫨園（HS 18）
■快速急行（平日日間、週末假日）、■急行、■區間急行（只限上行）
甲子園（HS 14）－今津（HS 16）－西宮（HS 17）
■普通
久壽川（HS 15）－今津（HS 16）－西宮（HS 17）
- 至2001年為止此站與西宮站之間設有西宮東口站。

阪急電鐵
 今津線（今津南線）
阪神國道（HK-22）－今津（HK-21）

## 外部連結
- 今津（路線圖、車站資訊） - 阪神電氣鐵道
- 今津 - 阪急電鐵